# Filmprojektor

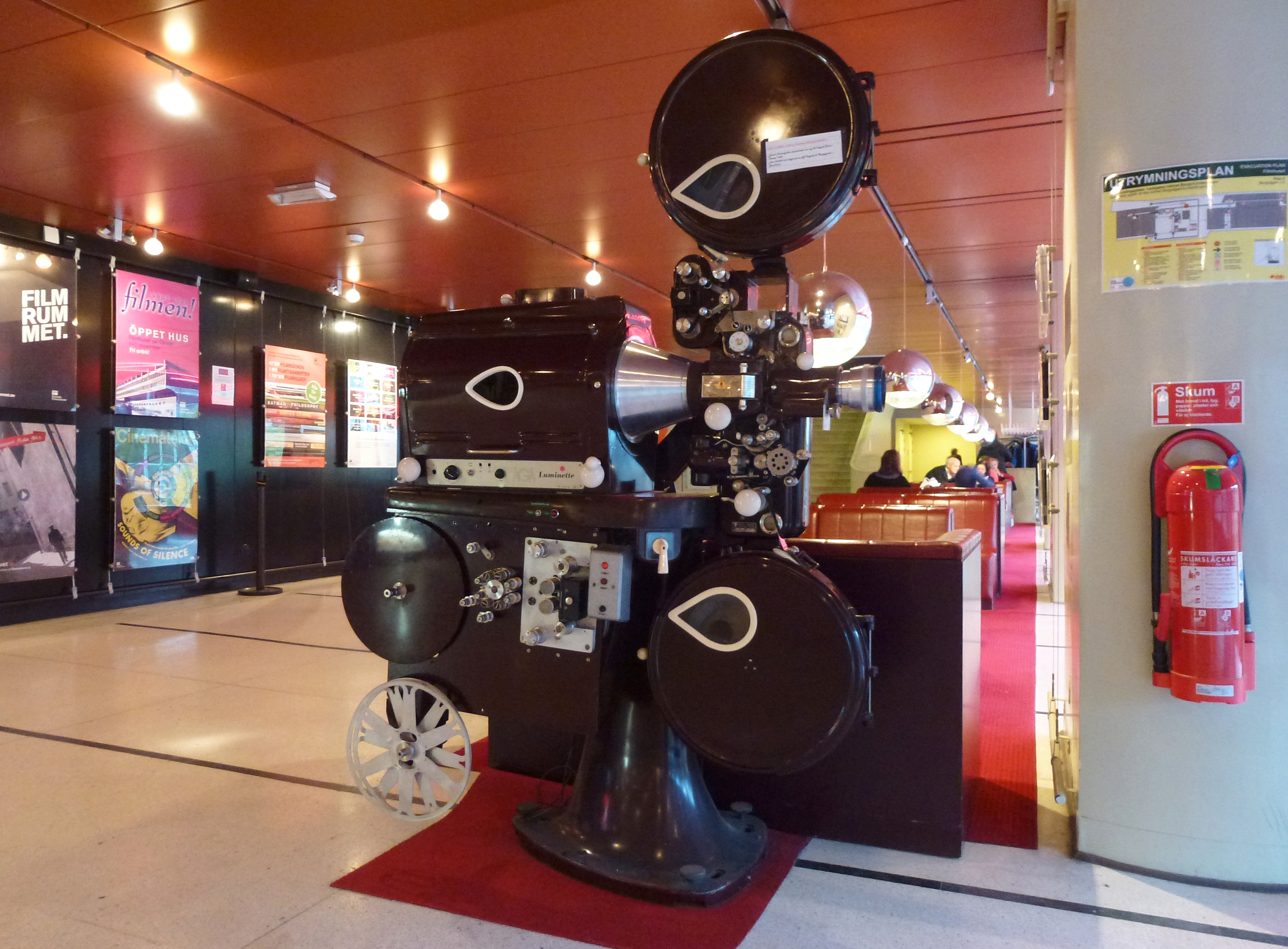
En AGA Baltic, Ultra 35 mm projektor i foajén på Filmhuset, Stockholm.

Filmprojektor eller bioprojektor är en optisk-mekanisk apparat konstruerad för att visa rörliga filmbilder genom att projicera bilderna på en filmduk.

## Funktion och historik

Animation som visar funktionen av ett Malteserkors.

I filmprojektorns bildfönster leds filmen fram ruta för ruta (till exempel med 24 rutor per sekund). Filmen löper intermittent, d.v.s inte kontinuerligt genom bildfönstret utan stoppas under en bråkdel av en sekund, så kort att det inte uppfattas av det mänskliga ögat. När filmen står stilla öppnas slutaren och släpper fram ljus genom filmbilden, som förstoras av ett objektiv och uppfångas på en duk. Ett så kallat Malteserkors rycker fram filmen en ruta i taget. Filmprojektorer finns från smalfilm för amatörbruk till 35 mm och 70 mm för biografprojektorer. Den grundläggande tekniken uppfanns 1895 av bröderna Auguste och Louis Lumière. Deras kinematograf kunde både uppta och återge filmbilder.

## Digital filmvisning
Den 2 februari 2000 genomfördes den första digitala filmvisningen i Europa av Philippe Binant, med DLP CINEMA-teknik av Texas Instruments.

## Bilder

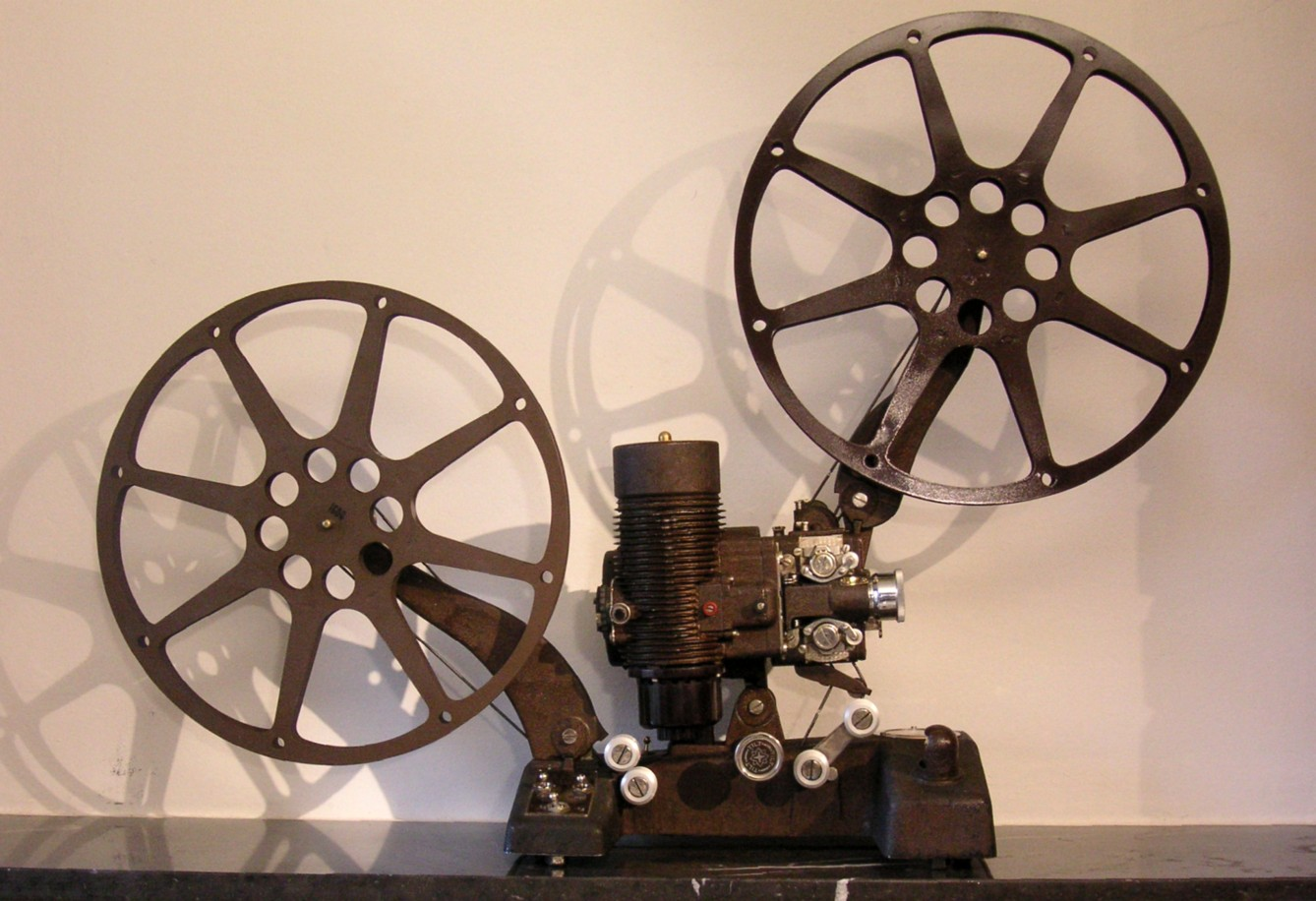
En Bell & Howell 16 mm stumfilmsprojektor
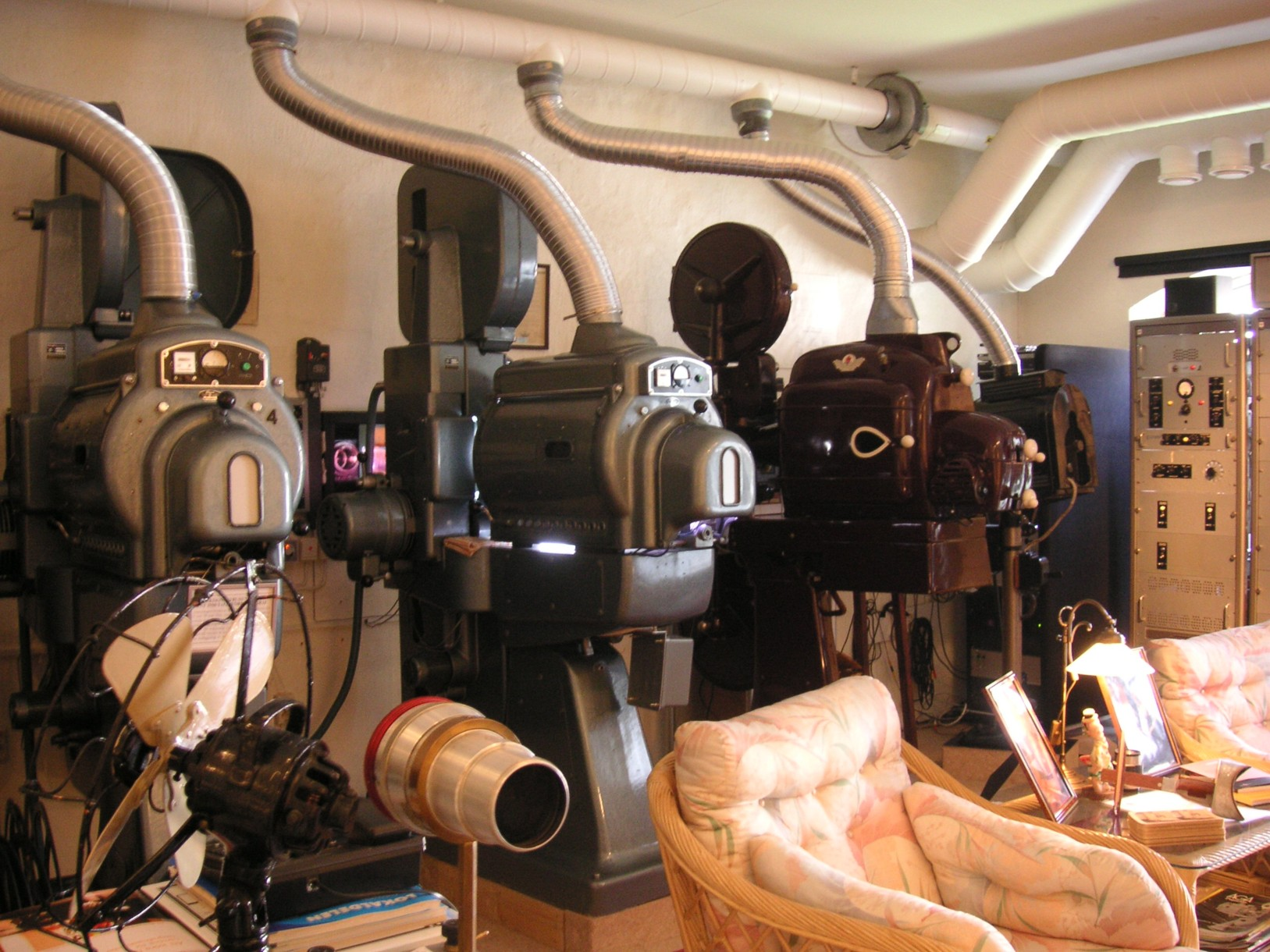
35 mm projektorer i Biografmuseet, Säter
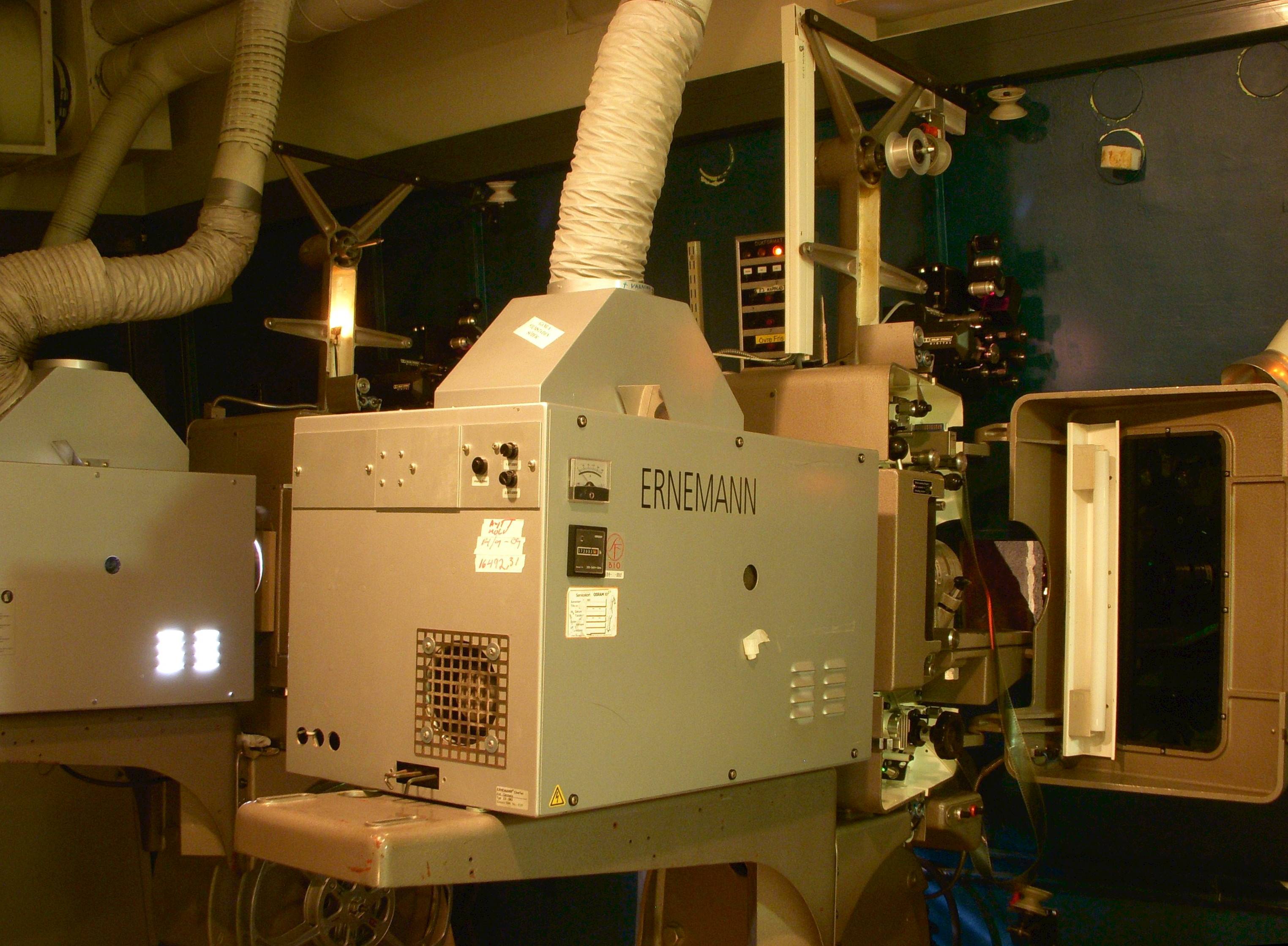
35 mm Philips DP70 med ett betydligt nyare lamphus från Ernemann Skandia-Teatern
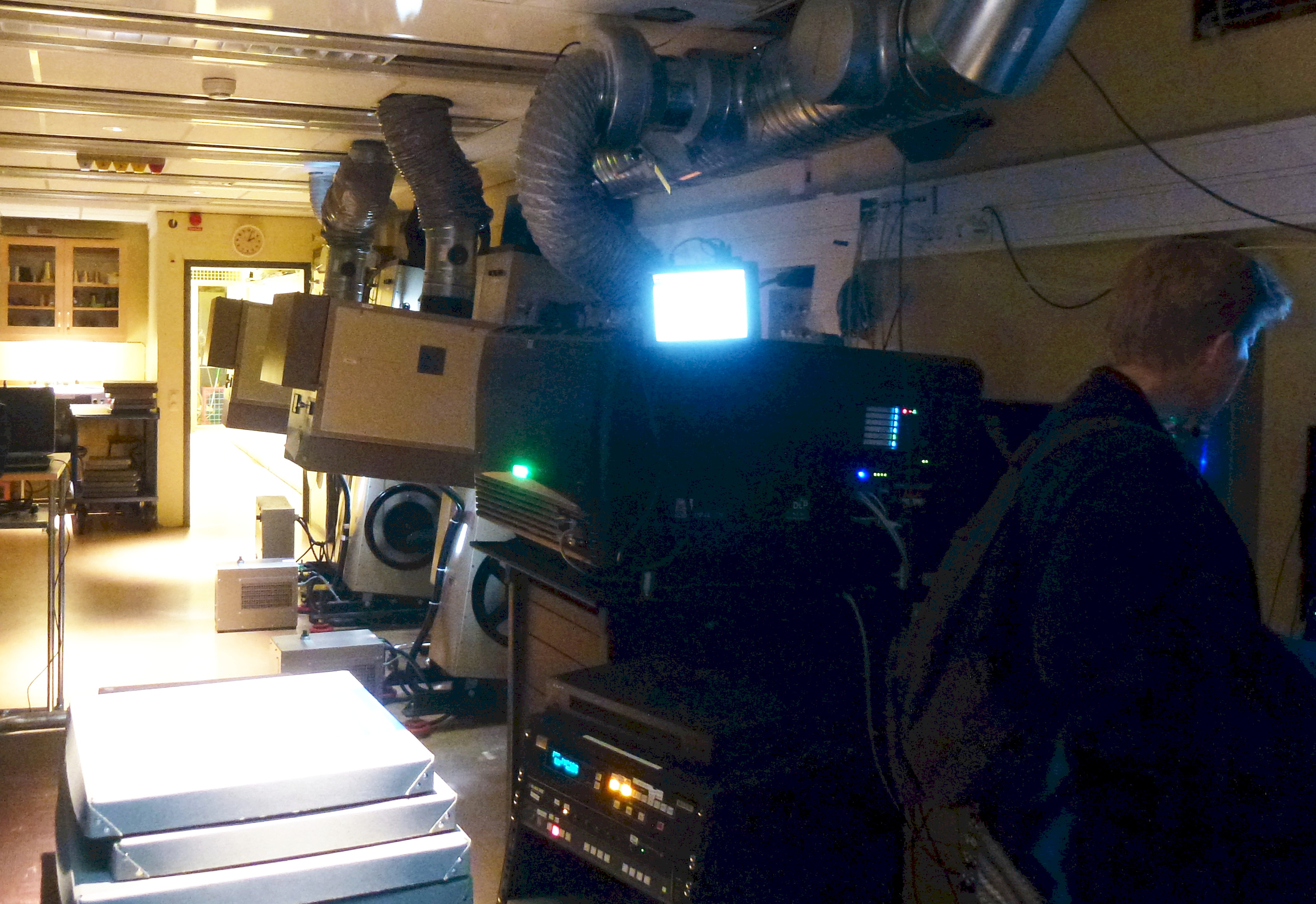
35 mm filmprojektorer i Filmhusets maskinrum
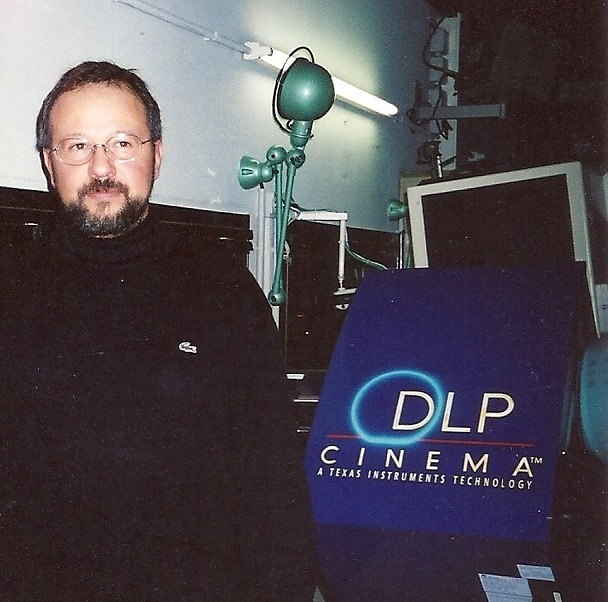
DLP CINEMA-teknik av Texas Instruments (2000)